# Myrmecophila albopurpurea
Myrmecophila albopurpurea là một loài thực vật có hoa trong họ Lan. Loài này được (H.Strachan ex Fawc.) Nir mô tả khoa học đầu tiên năm 2000.